# 斯佩拉塞德
斯佩拉塞德（法語：Spéracèdes，法語發音：[speʁasɛd]）是法国滨海阿尔卑斯省的一个市镇，位于该省西南部，属于格拉斯区。

## 地理
斯佩拉塞德（43°38'55"N, 6°51'31"E）面积3.46 平方千米，位于法国普罗旺斯-阿尔卑斯-蓝色海岸大区滨海阿尔卑斯省，该省份为法国东南部沿海省份，南濒地中海，西南至瓦尔省，西北接上普罗旺斯阿尔卑斯省，北部和东部与意大利接壤。
与斯佩拉塞德接壤的市镇（或旧市镇、城区）包括：卡布里斯、佩梅纳德、锡亚涅河畔圣塞泽尔、圣瓦利耶德蒂耶、勒蒂涅。

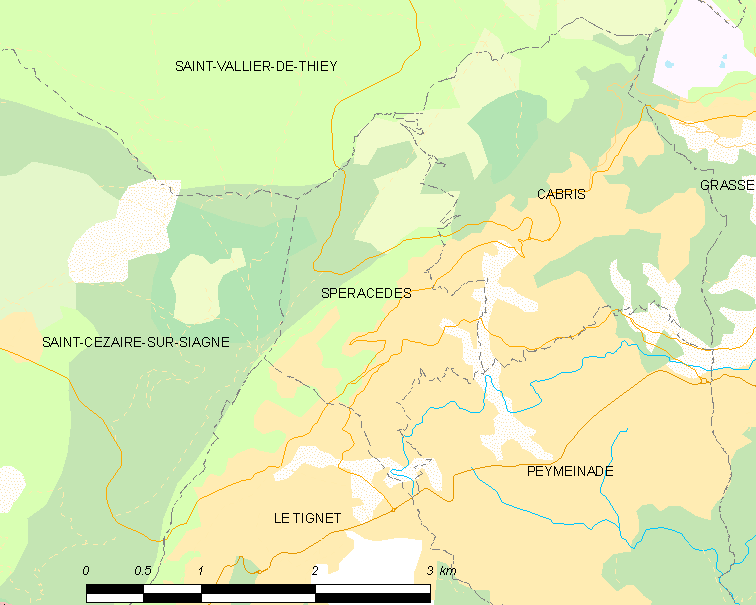
斯佩拉塞德的OSM定位图

斯佩拉塞德的时区为UTC+01:00、UTC+02:00（夏令时）。

## 行政
斯佩拉塞德的邮政编码为06530，INSEE市镇编码为06137。

## 政治
斯佩拉塞德所属的省级选区为格拉斯第一县。

## 人口

1962-2008年间斯佩拉塞德人口变化图示

斯佩拉塞德于2022年1月1日时的人口数量为1180人。